# Велика награда Канаде 1994.
Велика награда Канаде 1994. године је била трка у светском шампионату Формуле 1 1994. године која се одржала на аутомобилској стази „Жил Вилнев“ у Монтреалу, 12. јуна 1994. године.
Победник је био Михаел Шумахер, другопласирани Дејмон Хил, док је трку као трећепласирани завршио Жан Алези.